# Xeramoeba minor
Xeramoeba minor är en tvåvingeart som först beskrevs av Greathead 1967.  Xeramoeba minor ingår i släktet Xeramoeba och familjen svävflugor.
Artens utbredningsområde är Eritrea. Inga underarter finns listade i Catalogue of Life.